# کرونبورگ
کرونبورگ (به آلمانی: Kronburg) یک شهر در آلمان است که در اونترالگوی واقع شده‌است. کرونبورگ ۱٬۷۸۱ نفر جمعیت دارد.